# Billboard Japan Hot 100
O Japan Hot 100 é uma parada musical do Japão. É compilada pela Billboard Japan e Hanshin Contents Link desde fevereiro de 2008. A parada é atualizada as quartas-feiras no website da Billboard Japan (JST) e as quintas-feiras no website billboard.com (UTC).
A primeira canção que alcançou o 1.º lugar foi "Stay Gold" de Hikaru Utada, em 16 de janeiro de 2008. Em 23 de setembro de 2009, "Blame It On The Girls" de MIKA, foi a primeira canção não japonesa a alcançar o 1.º lugar.

## Metodologia
Desde seu início em 2008 até dezembro de 2010, eram utilizadas a combinação dos números de vendas de singles em formato de CD contabilizados pela Sound Scan Japan, que acompanhava as vendas em lojas físicas em todo o Japão, e os números de transmissão de rádio das 32 estações de rádio AM e FM do Japão, provenientes da empresa japonesa Plantech.
Em dezembro de 2010, a parada se expandiu para incluir vendas de lojas online, bem como vendas do iTunes Japão. A partir de dezembro de 2013, a Billboard incorporou mais lojas digitais de venda de música, como mora e outros, além de adicionar dois novos fatores: número de tweets relacionados a músicas, a partir de dados do Twitter coletados pela NTT DATA, bem como dados provenientes da Gracenote sobre o número de vezes que um CD foi registrado como inserido em um computador. Em dezembro de 2022, as métricas do Twitter e Gracenote deixaram de ser utilizadas.
Em maio de 2015, a parada começou a incluir streams e visualizações no YouTube. A partir de 7 de dezembro de 2016, a Billboard Japan se uniu à GfK Japan para publicar as vendas digitais de cada faixa da parada entre o 1.º e 50.º lugar.  São publicadas as vendas de mais de três mil e novecentas lojas digitais de música, juntamente com os números de serviços de streaming como Apple Music, Awa e Line Music.
Em novembro de 2018, a parada começou a incluir o numero de reproduções em caraoquês a sua metodologia.

## Recordes

### Mais semanas no número um
| Número de semanas | Artista(s)            | Canção           | Ano(s) |
| ----------------- | --------------------- | ---------------- | ------ |
| 21                | Yoasobi               | "Idol"           | 2023   |
| 13                | Official Hige Dandism | "Subtitle"       | 2022   |
| 11                | Gen Hoshino           | "Koi"            | 2016   |
| 9                 | Aimer                 | "Zankyōsanka"    | 2021   |
| 8                 | LiSA                  | "Homura"         | 2020   |
| 7                 | Kenshi Yonezu         | "Lemon"          | 2018   |
| 7                 | Official Hige Dandism | "Pretender"      | 2019   |
| 7                 | Official Hige Dandism | "I Love…"        | 2020   |
| 7                 | Ado                   | "Show"           | 2023   |
| 6                 | Yoasobi               | "Yoru ni Kakeru" | 2019   |
| 6                 | Ado                   | "New Genesis"    | 2022   |

### Mais semanas entre as dez primeiras
| Número de semanas | Artista(s)            | Canção              | Anos(s)                     |
| ----------------- | --------------------- | ------------------- | --------------------------- |
| 82                | Kenshi Yonezu         | "Lemon"             | 2018–2019 e Agosto de 2020  |
| 78                | Yuuri                 | "Dried Flower"      | 2020–2022                   |
| 66                | Yoasobi               | "Yoru ni Kakeru"    | 2020–2021                   |
| 65                | Official Hige Dandism | "Pretender"         | 2019–2020                   |
| 60                | Aimyon                | "Marigold"          | 2018–2019                   |
| 58                | BTS                   | "Dynamite"          | 2020–2021                   |
| 55                | King Gnu              | "Hakujitsu"         | 2019–2020                   |
| 55                | LiSA                  | "Gurenge"           | 2019–2020 e Janeiro de 2021 |
| 43                | Vaundy                | "Kaiju no Hana Uta" | 2023                        |
| 42                | Tani Yuuki            | "W / X / Y"         | 2022–2023                   |
| 41                | Official Hige Dandism | "Shukumei"          | 2019–2020                   |

### Mais semanas totais na Japan Hot 100
| Número de semanas | Artista(s)                                | Canção                   | Ápice | Ano de lançamento |
| ----------------- | ----------------------------------------- | ------------------------ | ----- | ----------------- |
| 279               | Aimyon                                    | "Marigold"               | 1     | 2018              |
| 275               | Kenshi Yonezu                             | "Lemon"                  | 1     | 2018              |
| 239               | Official Hige Dandism                     | "Pretender"              | 1     | 2019              |
| 234               | Back Number                               | "Takane no Hanako-san"   | 3     | 2013              |
| 228               | One Ok Rock                               | "Wherever You Are"       | 4     | 2010              |
| 226               | Official Hige Dandism                     | "115 Man Kilo no Film"   | 11    | 2018              |
| 215               | King Gnu                                  | "Hakujitsu"              | 2     | 2019              |
| 211               | Mrs. Green Apple                          | "Ao to Natsu"            | 7     | 2018              |
| 210               | Mrs. Green Apple featuring Sonoko Inoue   | "Tenbyō no Uta"          | 39    | 2018              |
| 191               | Yoasobi                                   | "Yoru ni Kakeru"         | 1     | 2019              |
| 188               | Ed Sheeran                                | "Shape of You"           | 4     | 2017              |
| 175               | Official Hige Dandism                     | "I Love..."              | 1     | 2020              |
| 170               | Sukima Switch                             | "Kanade"                 | 27    | 2004              |
| 167               | Yoasobi                                   | "Gunjō"                  | 6     | 2020              |
| 165               | Ryokuoushoku Shakai                       | "Mela!"                  | 37    | 2020              |
| 161               | Daoko and Kenshi Yonezu                   | "Uchiage Hanabi"         | 1     | 2017              |
| 159               | Yuuri                                     | "Dry Flower"             | 2     | 2020              |
| 157               | Motohiro Hata                             | "Himawari no Yakusoku"   | 2     | 2014              |
| 149               | Keyakizaka46                              | "Silent Majority"        | 1     | 2016              |
| 148               | Yoasobi                                   | "Kaibutsu"               | 2     | 2021              |
| 145               | Mrs. Green Apple                          | "Inferno"                | 17    | 2019              |
| 144               | LiSA                                      | "Gurenge"                | 2     | 2019              |
| 144               | Aimyon                                    | "Kimi wa Rock o Kikanai" | 11    | 2017              |
| 143               | Masaki Suda                               | "Sayonara Elegy"         | 3     | 2018              |
| 141               | Alexandros                                | "Wataridori"             | 3     | 2015              |
| 141               | BTS                                       | "Dynamite"               | 2     | 2020              |
| 139               | Gen Hoshino                               | "Koi"                    | 1     | 2016              |
| 134               | Kenshi Yonezu                             | "Eine Kleine"            | 19    | 2014              |
| 133               | Sandaime J Soul Brothers from Exile Tribe | "Ryusei"                 | 1     | 2014              |
| 128               | Kenshi Yonezu                             | "Loser"                  | 3     | 2016              |